# Fallugia paradoxa

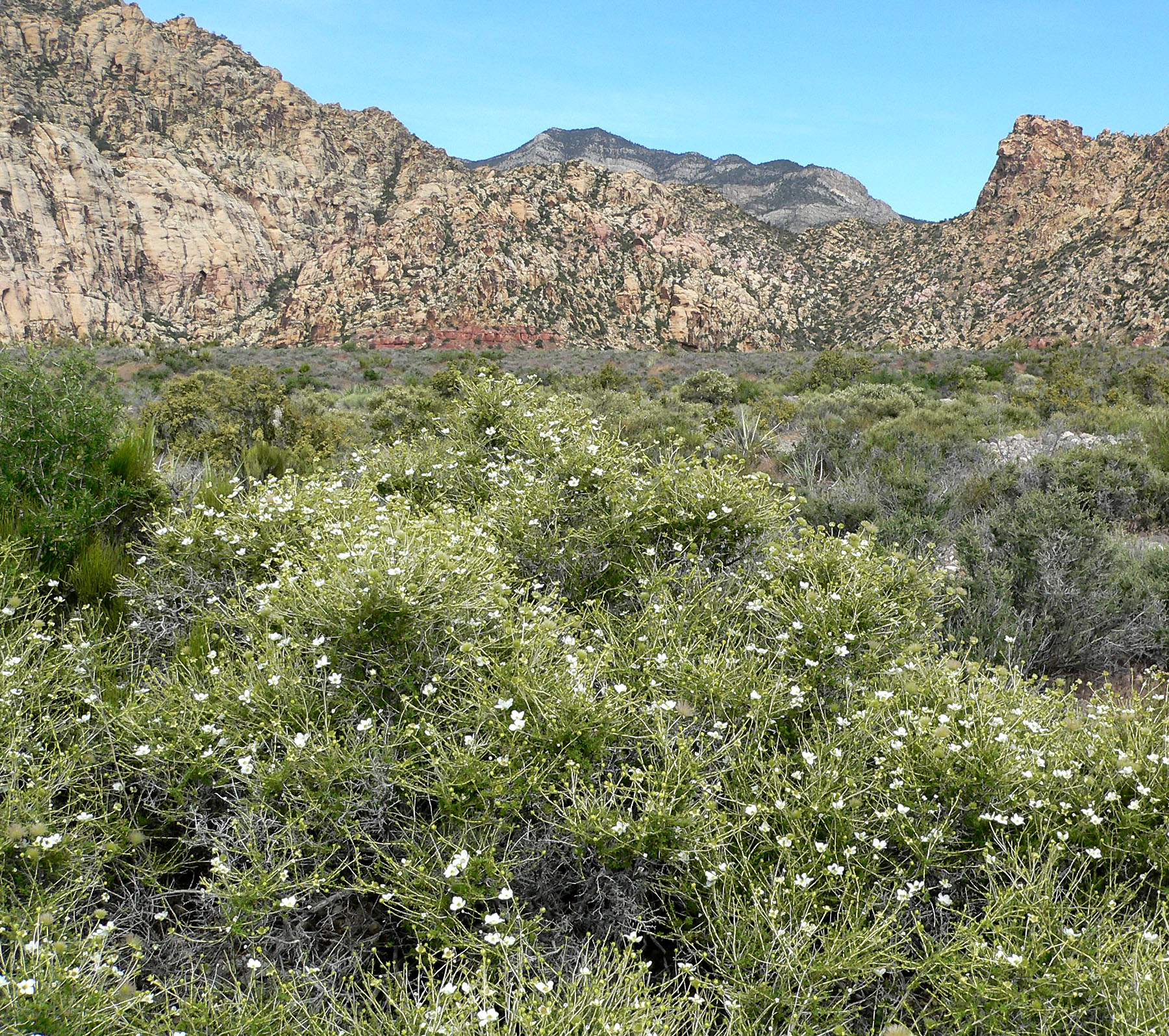
Fallugia paradoxa w Red Rock Canyon na zachód od Las Vegas

Fallugia paradoxa – gatunek z monotypowego rodzaju roślin falugia Fallugia Endl., 1840 z rodziny różowatych. Występuje w południowo-zachodniej części Stanów Zjednoczonych (Oklahoma, Kolorado, Nowy Meksyk, Teksas, Arizona, Kalifornia, Nevada, Utah) oraz w północnym Meksyku. Roślina uprawiana jest jako ozdobna. Potencjalnie z nasion można pozyskiwać oleje.

## Morfologia
PokrójKrzew osiągający do 20, rzadziej 35 cm wysokości, z licznymi łodygami rozpościerającymi się i podnoszącymi, z krótkopędami i długopędami. Młode gałązki owłosione, białawe, także z włoskami gwiazdkowatymi koloru białego do rdzawego. Starsze pędy brązowe, z czasem łuszczące się papierzasto.
LiściePojedyncze, 1–2-krotnie pierzasto klapowane, osiągające do 3 cm długości. Blaszka liściowa skórzasta, podwinięta na brzegach. Odcinki liścia jajowate do równowąskich.
KwiatySkupione w 1–7-kwiatowe baldachogroniaste kwiatostany na końcach długopędów. Kwiaty z kieliszkiem na szypułkach (5 listków całobrzegich lub trójdzielnych). Hypancjum szeroko lejkowate, owłosione. Okwiat pięciokrotny o średnicy do 3,5–4 cm; działki kielicha trwałe, szerokojajowate; płatki korony białe do lekko różowych. Pręciki liczne, zwykle w liczbie ponad 50, krótsze od płatków. Zalążnia tworzona jest przez liczne owocolistki z trwałymi szyjkami słupków.
OwoceLiczne, ścieśnione niełupki osadzone w trwałym hypancjum z trwałymi, nitkowatymi i znacznie wydłużającymi się szyjkami słupka.

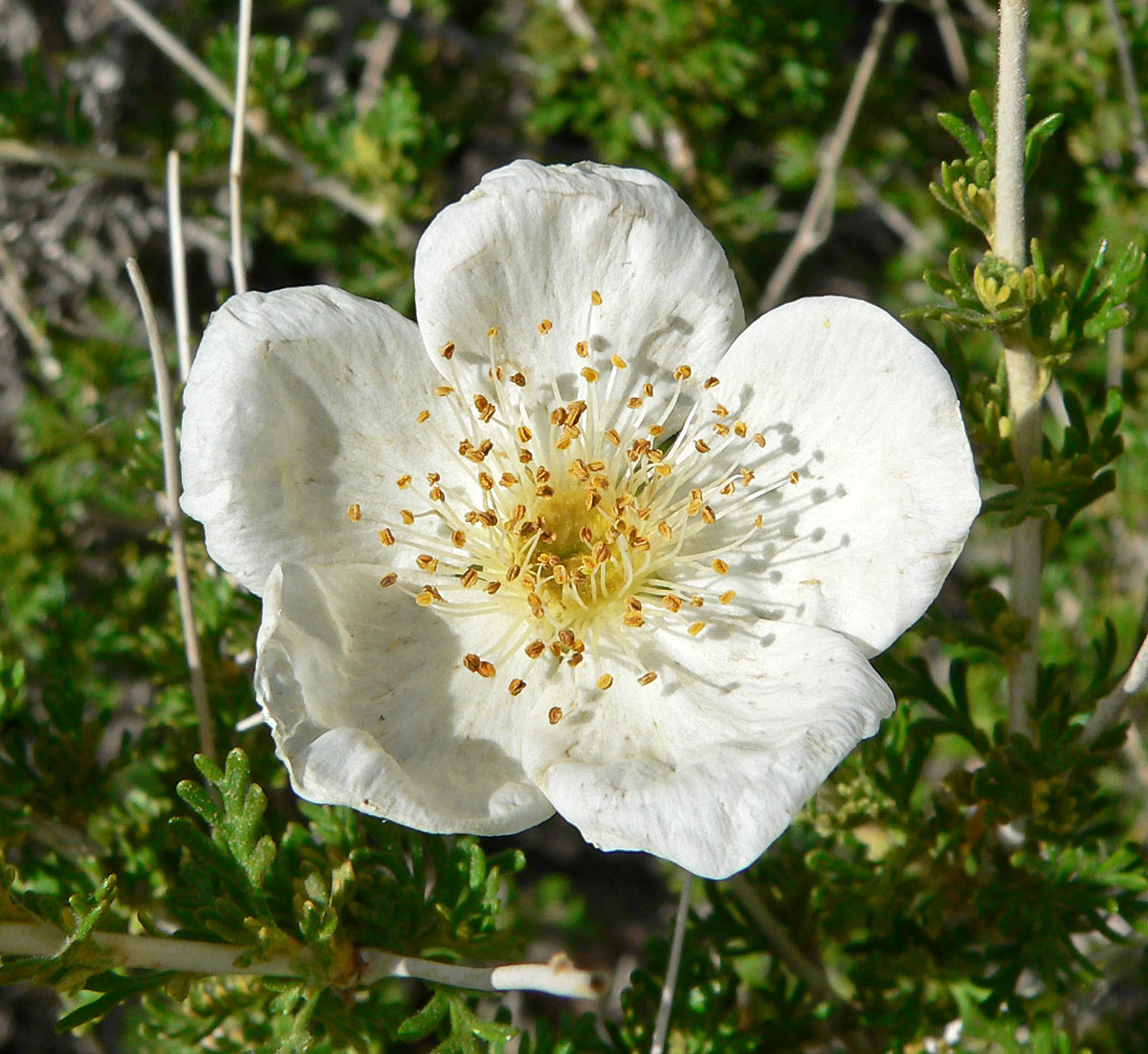
Kwiat
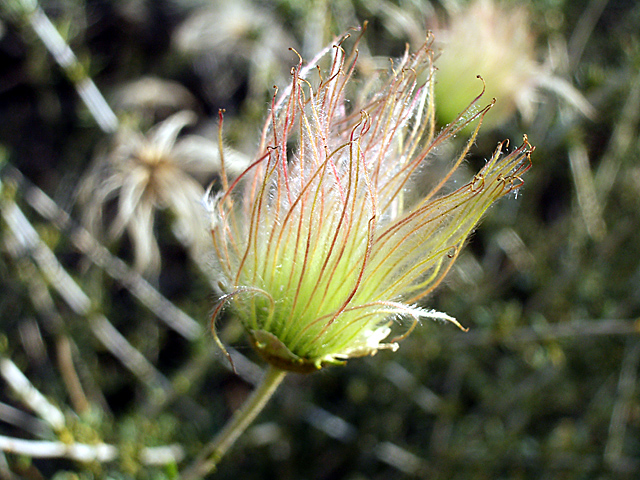
Owoce
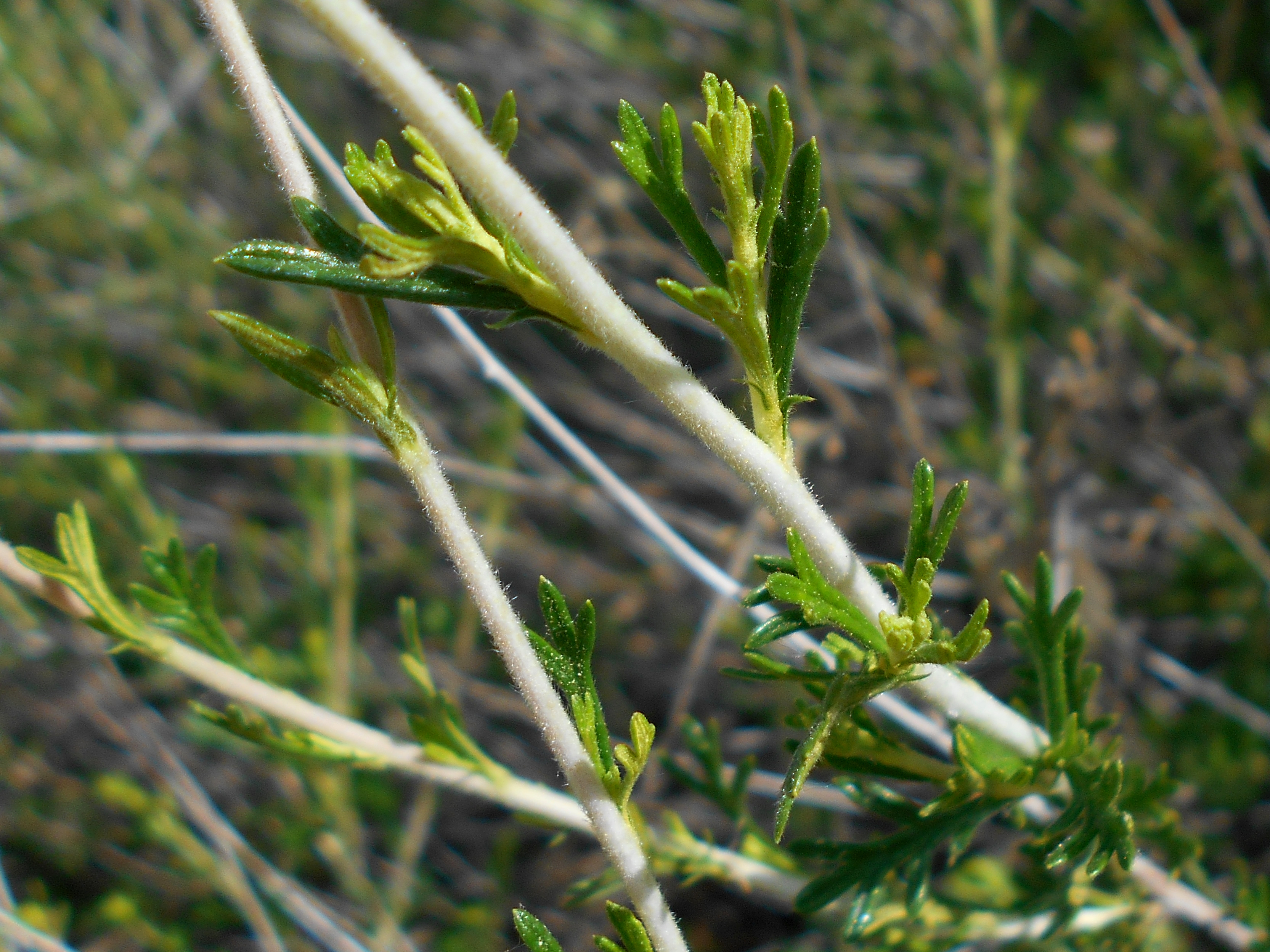
Pędy z liśćmi

## Systematyka
Jeden z rodzajów plemienia Colurieae, do którego należy kuklik Geum i Sieversia z podrodziny Rosoideae w obrębie różowatych (Rosaceae). Rodzina ta z kolei jest kladem bazalnym w obrębie rzędu różowców (Rosales). Bliskie pokrewieństwo z kuklikiem wykazały badania molekularne. Wcześniej na podstawie kryteriów morfologicznych łączono ten gatunek i rodzaj raczej z podrodziną Dryadoideae (tj. z dębikiem Dryas i wrzęślą Purshia).